# 대일본청년당
대일본청년당(일본어: 大日本青年党 다이닛폰세이넨토우[*])은 대정익찬회의 청년조직이다.

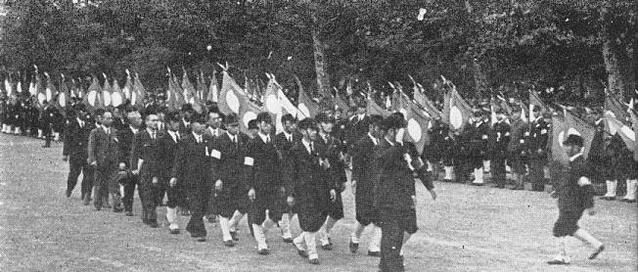
대일본청년당의 1940년 행진

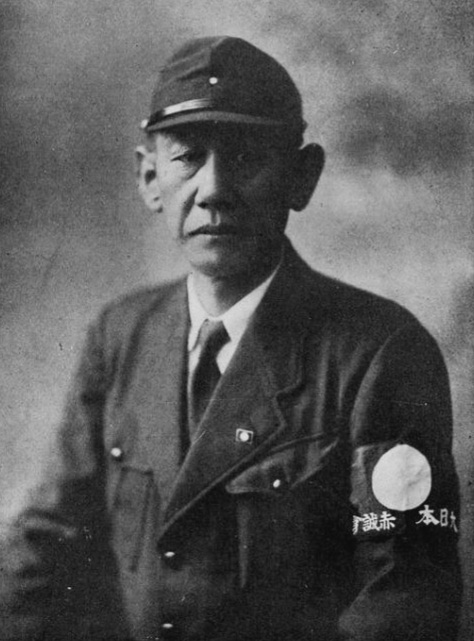
대일본청년당의 당수였던 하시모토 긴고로의 유니폼

대일본청년당은 초국가주의자인 예비역 대령 하시모토 긴고로가 1937년 10월 17일에 창당했다. 청년당 창당 당시 하시모토는 2·26 쿠데타 미수에 연루되어 일시적으로 강제 예편된 상태였다.
하시모토는 나치 독일의 히틀러 청소년단을 대일본청년당의 모델로 삼았다. 청년당원들은 나치를 따라서 갈색 제복을 입었으며, 중심에 흰 원이 있는 붉은 깃발은 나치당의 당기에서 하켄크로이츠(갈고리 십자)만 뺀 것이다. 도쿄 시내의 메이지 신사에서 열린 제1차 당대회에는 600여명이 모였다.
청년당의 목표는 일본 청소년들에게 생존기술과 응급처치를 가르치고 문화교육 및 기초군사훈련을 실시하는 것이었다. 그러나 하시모토의 궁극적인 목적은 청소년들을 일찍이부터 세뇌하여 황도파 및 그 국가주의적·군국주의적 교리의 거수기로 만드는 것이었다.
1939년 11월 히비야 공원에서 열린 제3차 당대회에는 2천 여명이 모였고, 하시모토는 일본 제국이 나치 독일 및 이탈리아 왕국과 체결한 삼국 동맹 조약 및 일본의 일당 독재화를 지지하는 연설을 했다. 하시모토는 1940년 말까지 청년당원 수를 100,000 명으로 불리겠다는 야심찬 목표도 세웠다. 그러나 제2차 중일전쟁으로 인한 징병으로 인해 청년당의 당원을 이루는 청년들은 모두 일선 군대로 끌려갔고, 태평양 전쟁이 터지면서 전쟁 규모가 어마어마하게 커지자 하시모토의 목표는 좌절되었다. 이러한 추세가 계속되어 청년당은 1940년 고노에 후미마로 내각총리대신이 대정익찬회를 조직하자 그 하부 조직으로 흡수된다.
자신의 계획이 파토나자 하시모토는 1940년 말에 만주국으로 가서 만주국 거주 일본인들을 대상으로 새로운 청년단체를 만들었지만 역시 썩 좋은 성과를 거두지는 못했다.
제2차 세계 대전이 끝나자 대일본청년당은 대정익찬회의 다른 하부조직들과 함께 미군정에 의해 해산되었다.

## 같이 보기
- 히틀러 청소년단
- 사회주의애국청년동맹